# 小門震義宮
小門震義宮，臺灣澎湖縣廟宇，位於西嶼鄉小門嶼的小門村，主祀溫府王爺，法師流派為普庵派:60–62。遠近馳名的觀光景點小門鯨魚洞便是位於此宮廟所在的村落。

## 沿革
相傳清嘉慶年間，西嶼竹篙灣地區有一老者於海濱拾獲溫主公的神像，便帶回自家奉祀，爾後轉為居民共同祭祀的神明，其祭祀圈涵蓋今竹灣村、小門村、橫礁村與合界村，當興建地方公廟之時，亦結合四村之力興建，該公廟即今「竹灣大義宮」之前身，時稱「納宮」或「四合宮」。
由於小門村與竹灣村（竹篙灣）系出同源，居民多是在明、清之際從泉州同安縣金門遷徙而來，直至日治時期結束，小門村的行政區域皆併入今竹灣村中，直到二戰後才被獨立劃分出來，故小門村民早期係隨同竹篙灣地區信仰，一同祭祀溫府王爺。
後來小門村日益發展、人口漸眾，小門村因孤懸海外，居民有感往復竹篙灣公廟殊為不便，適逢咸豐七年（1875年），原竹篙灣溫主公指示分靈，在當地鄉紳多方奔走、籌措經費之下，位在小門嶼的公廟遂於光緒五年（1879年）落成，此即小門震義宮由來。
小門震義宮累經三次重建，現貌乃係奠基民國67年（1978年）重建工程，該次整修於民國73年（1984年）竣工。
現今小門村人口雖不多，幸拜小門鯨魚洞遊客如織之賜，震義宮香火鼎盛，廟方為回饋鄉里，每逢元宵節便會舉辦「發財金」發放活動，行之有年。

## 圖輯

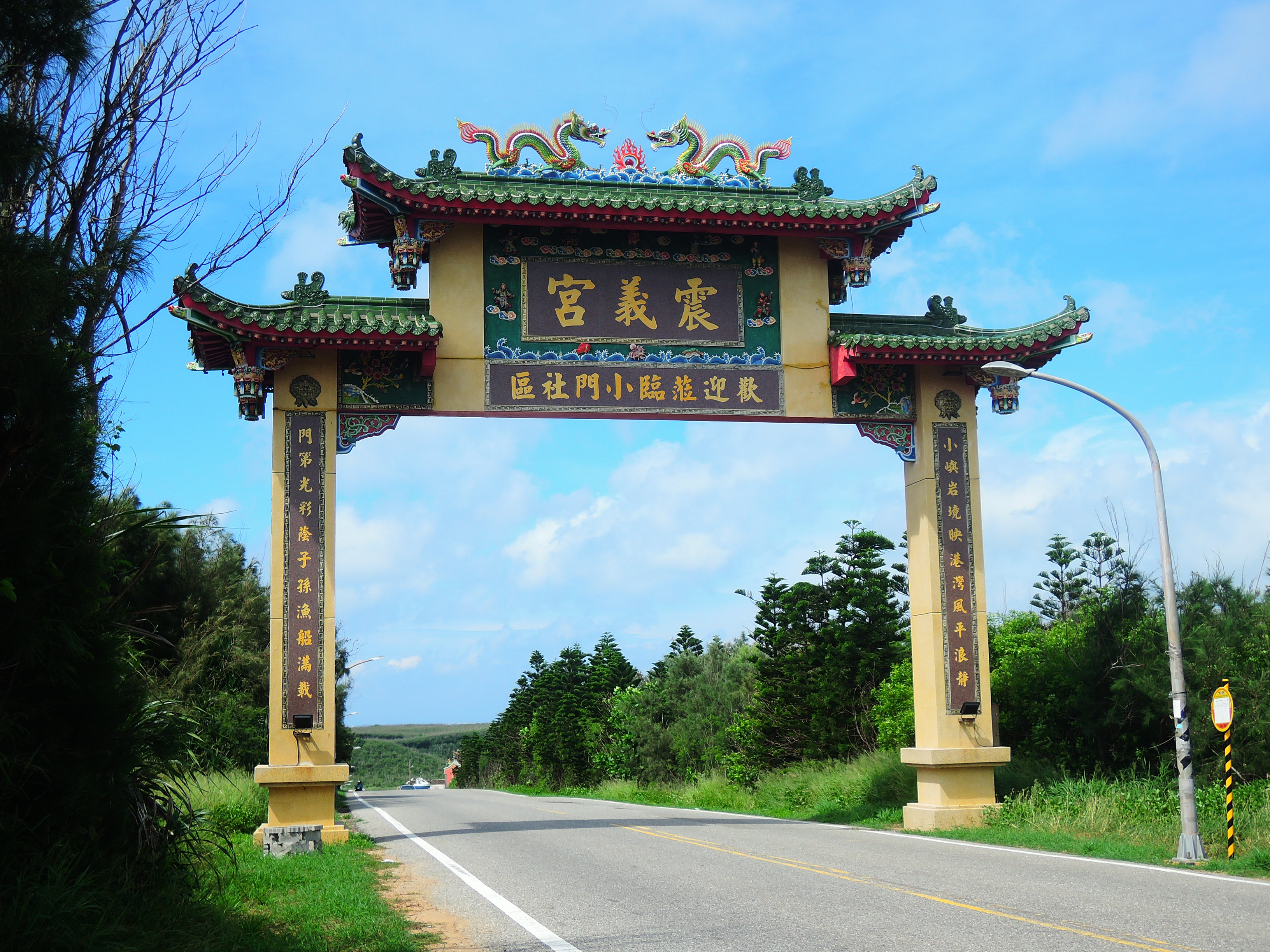
震義宮牌樓
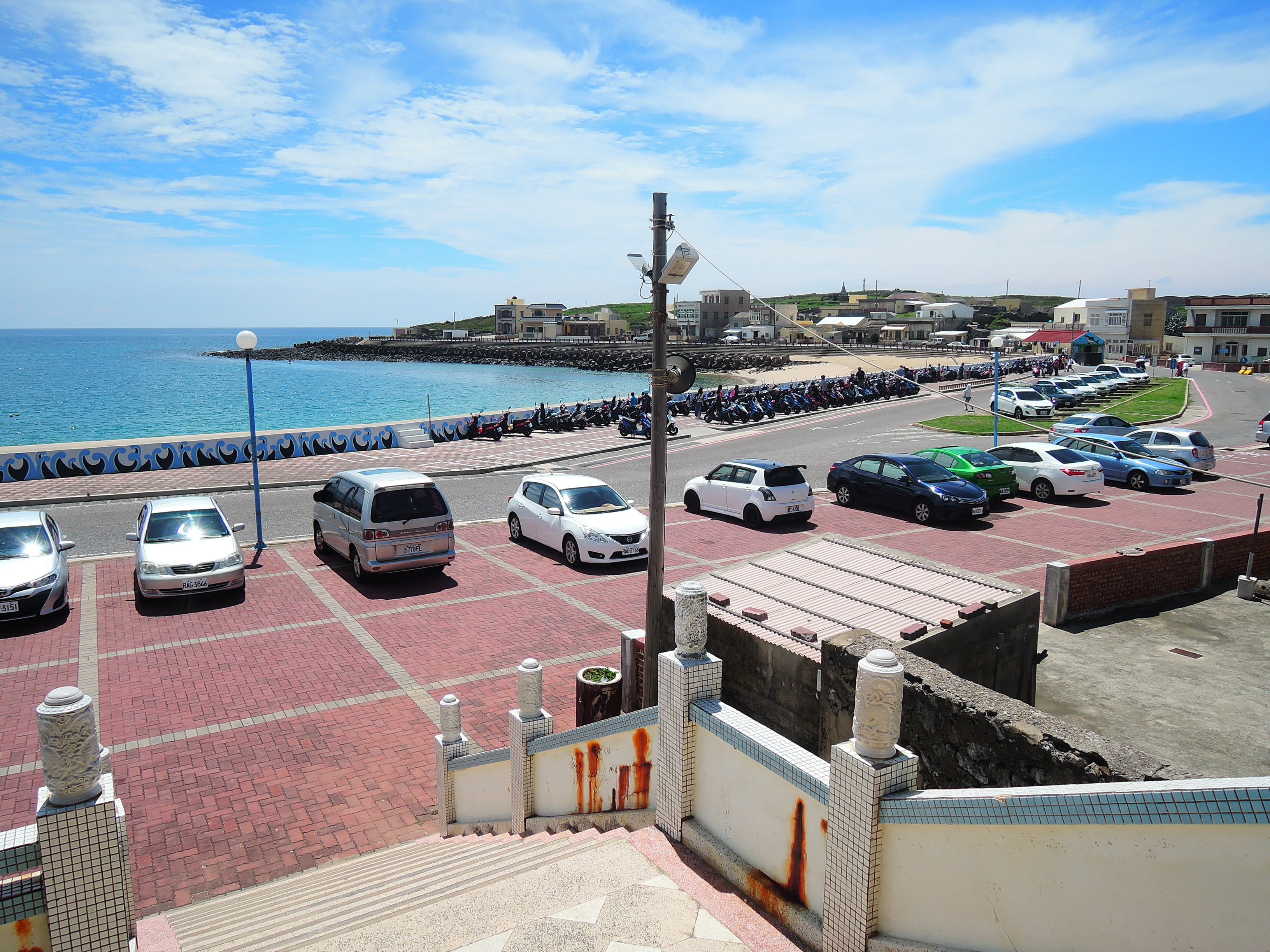
廟埕港灣
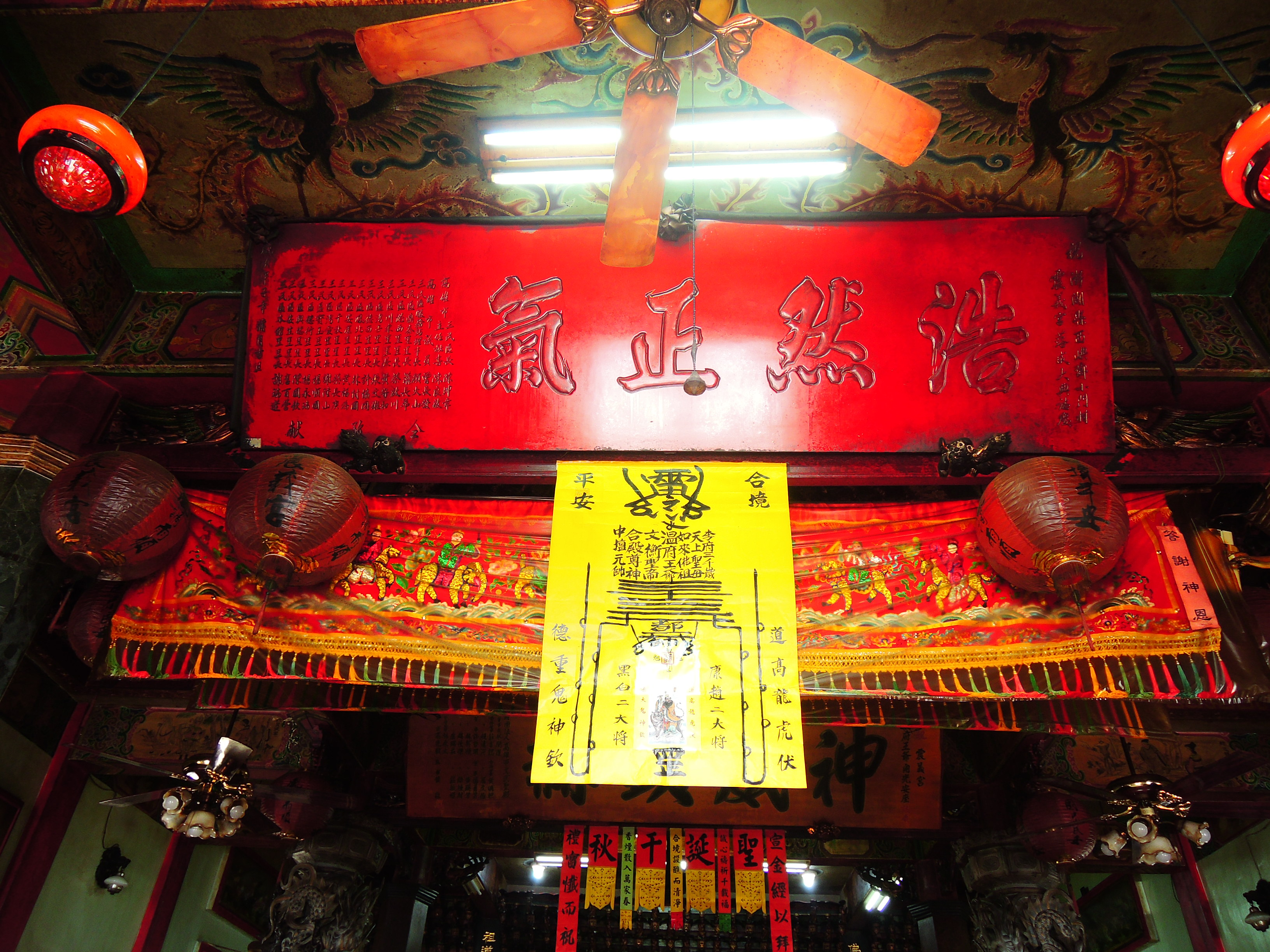
匾額、大符雷令
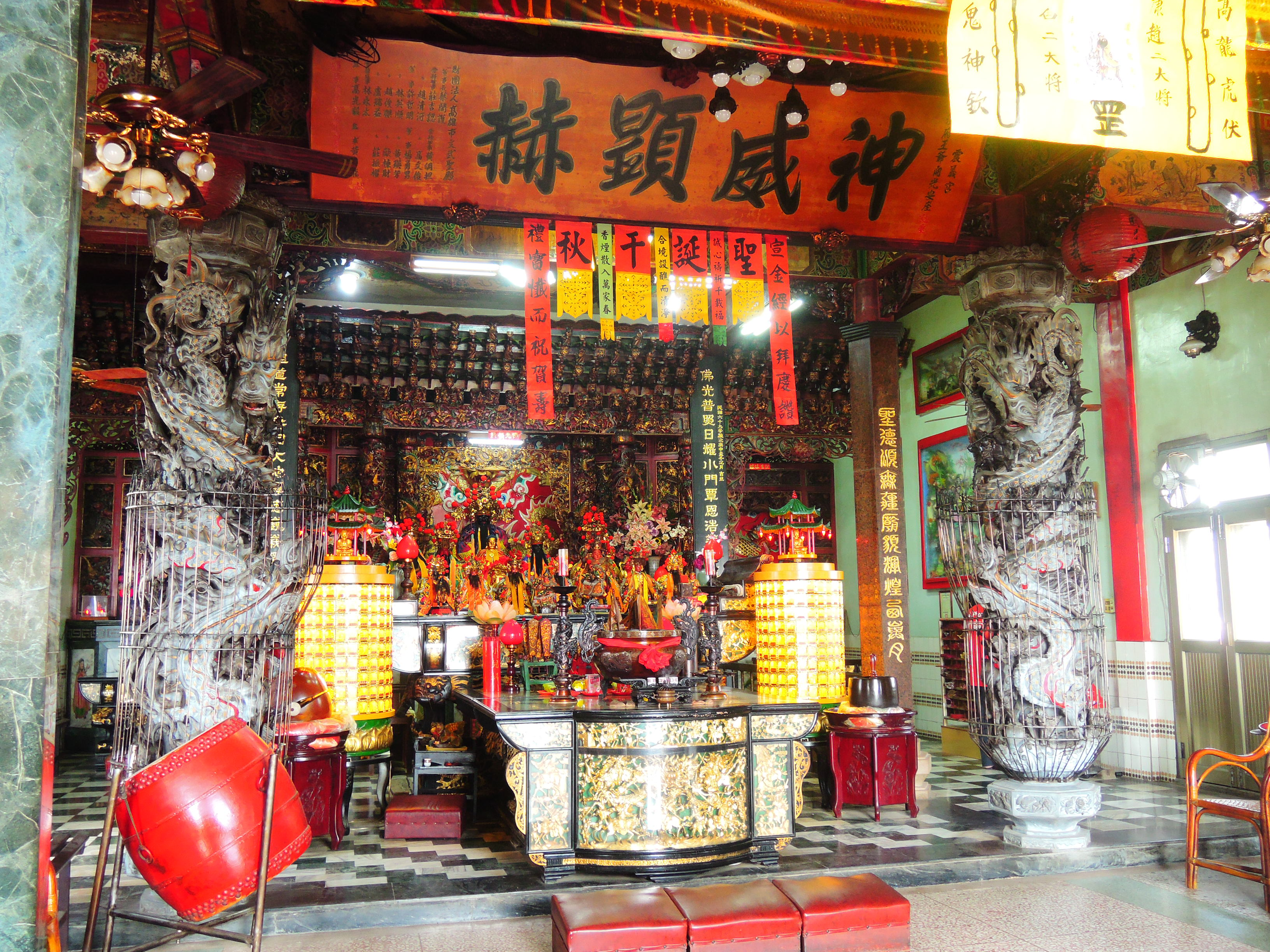
正殿
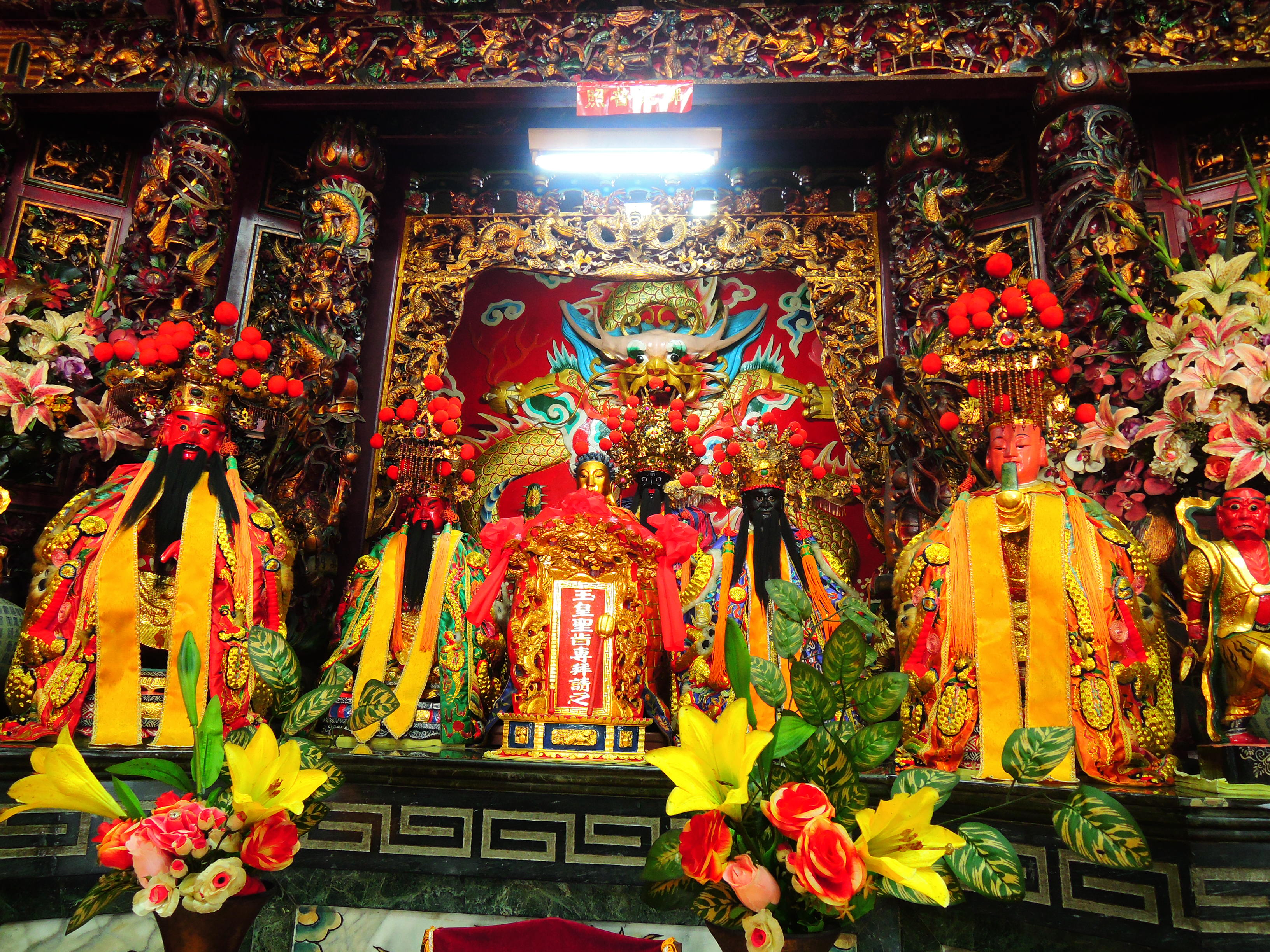
溫府王爺像
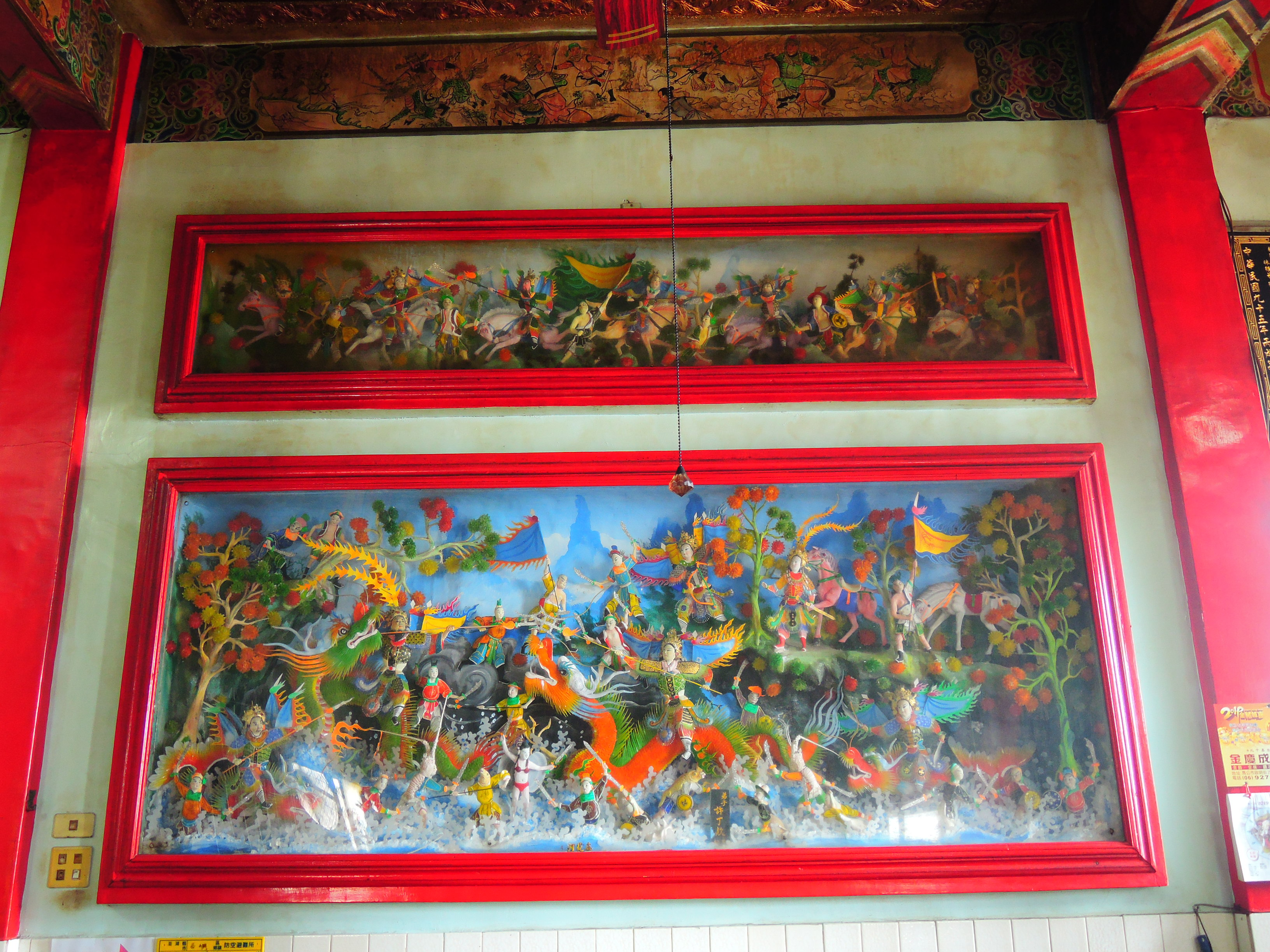
交趾陶牆面
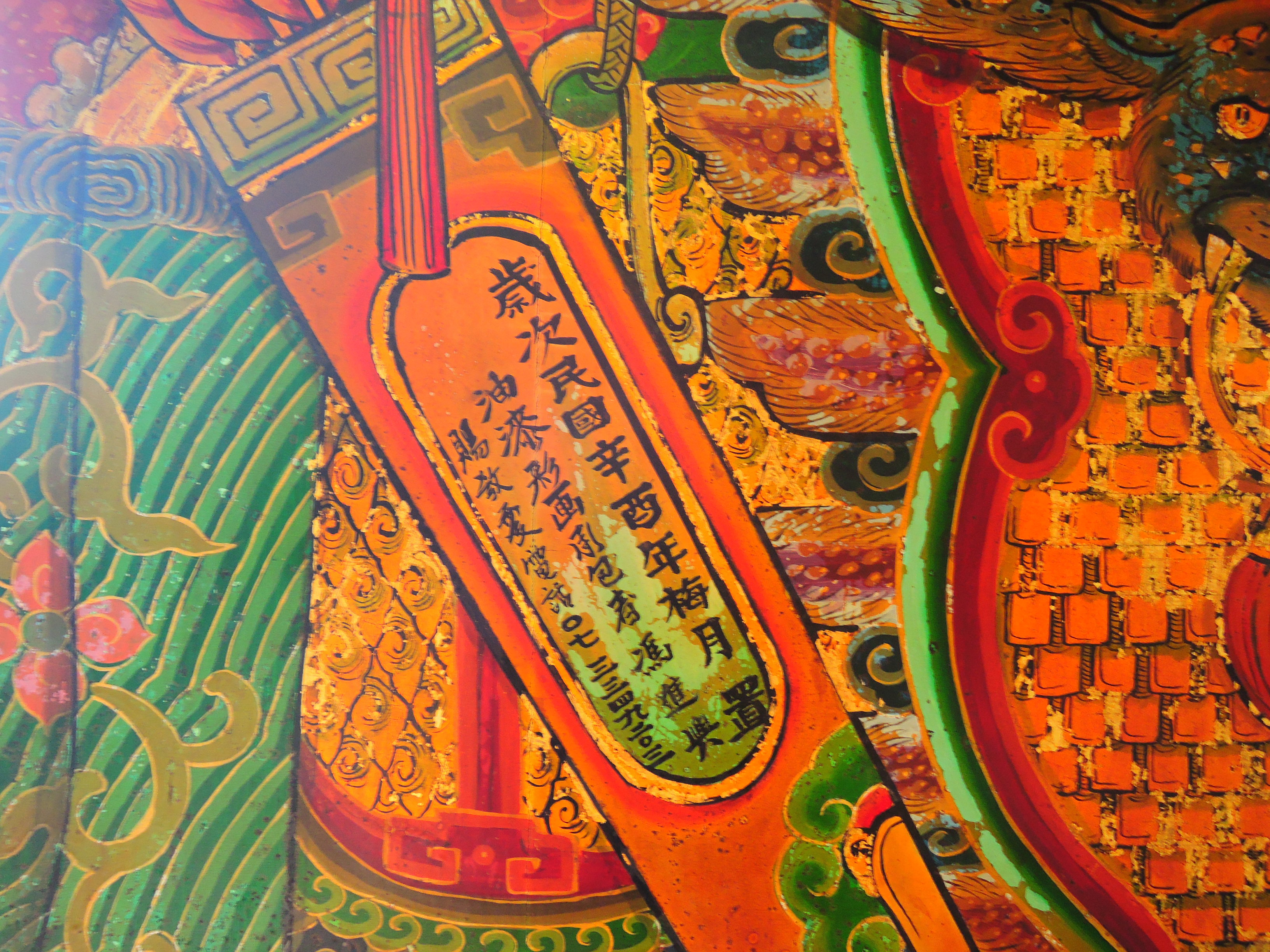
門神彩繪畫師馮進興署
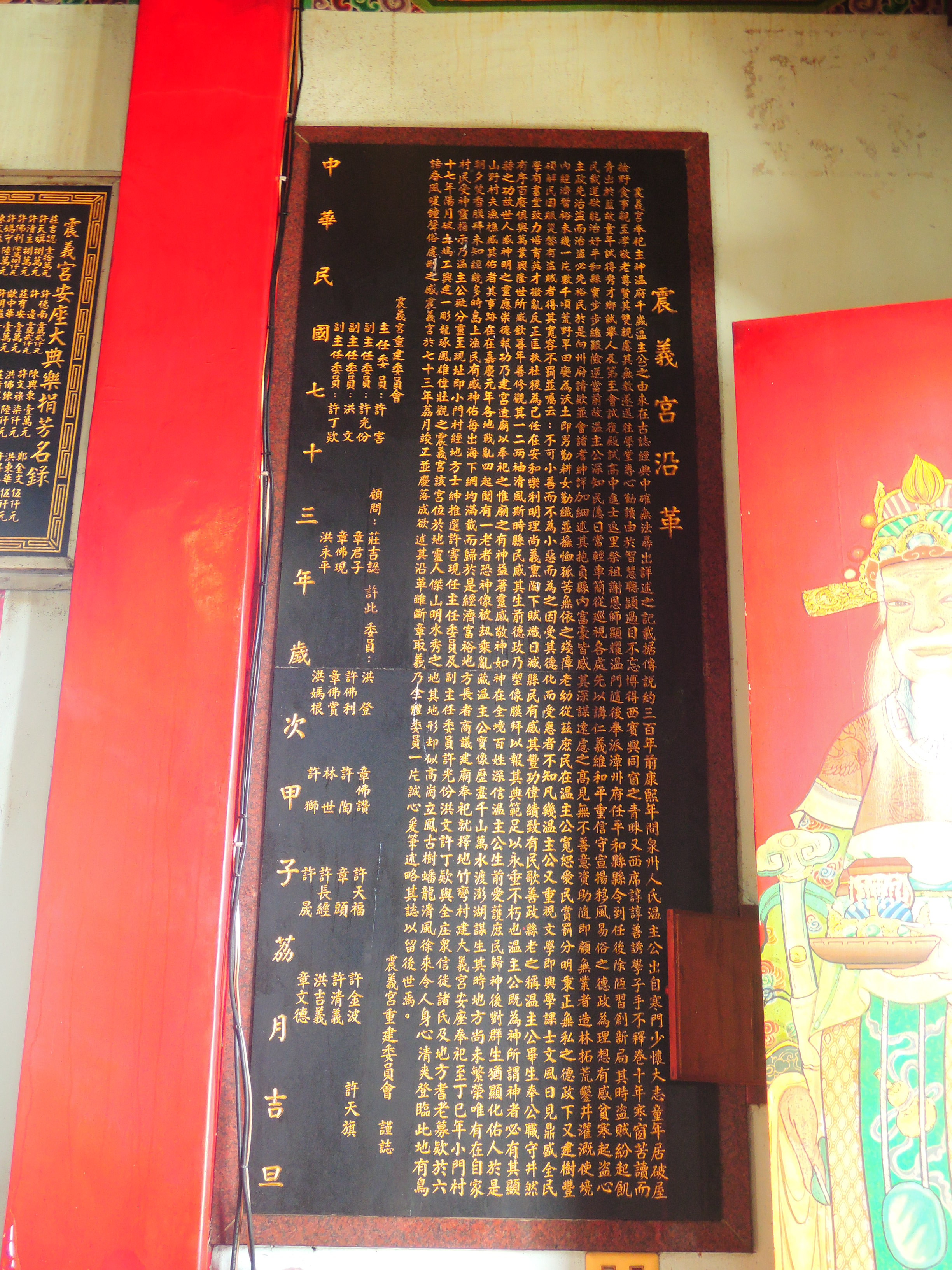
震義宮沿革碑文（1984年）